# Scottdale (Georgia)
Scottdale es un lugar designado por el censo ubicado en el condado de DeKalb en el estado estadounidense de Georgia. En el censo de 2000, su población era de 9.803.

## Geografía
Scottdale se encuentra ubicado en las coordenadas 33°47′40″N 84°15′44″O / 33.79444, -84.26222 (33.794337, -84.262110). Según la Oficina del Censo, la localidad tiene un área total de 9 km² (3,5 mi²), de la cual 9 km² (3,5 mi²) es tierra y 0 km² (0 mi²) (0.0%) es agua.

## Demografía
Según la Oficina del Censo en 2000 los ingresos medios por hogar en la localidad eran de $78,731, y los ingresos medios por familia eran $33,521. Los hombres tenían unos ingresos medios de $90,489 frente a los $50,813 para las mujeres. La renta per cápita para la localidad era de $25,262. 